# Indijanska plemena Aljaske
- Ahtena
- Akmiut, selo, Ingalik
- Akvetskoe, selo, Huna
- Alaganik, selo, Ahtena
- Anchguhlsu, selo, →Auk
- Angoon, selo, Hutsnuwu
- Anilukhtakpak, selo, Kaiyuhkhotana
- Anvik, selo, Ingalik
- Anvik-Shageluk →Ingalik
- Auk, →Tlingit
- Batza, selo, Koyukukhotana
- Batzulnetas, selo, Ahtena
- Bolshoigor, selo, Koyukukhotana
- Bonasila →Ingalik
- C'hagvagchat, selo, Ingalik
- Chentansitzan, selo, Yukonikhotana
- Chilkat, →Tlingit
- Chilkat, selo, Yakutat
- Chilkoot, selo, Chilkat
- Chinik, selo, Kaiyuhkhotana
- Chinila, selo, →Tanaina
- Chuitna, selo, →Tanaina
- Clark Lake →Tanaina
- Clatchotin, →Tanana
- Dahet, selo, Sitka
- Deshu, selo, Chilkat
- Dihai-kutchin
- Dotle, selo, Koyukukhotana
- Dyea, selo, Chilkat
- Eklutna,  selo, →Tanaina
- Eyak
- Fetutlin →Han
- Gash, selo, Sanya
- Gaudekan, selo, Huna
- Gonaho, selo,
- Gutheni, selo, Yakutat
- Han
- Hehl, selo, Chilkat
- Henya, →Tlingit
- Hlahayik, selo, Yakutat
- Holy Cross-Georgetown →Ingalik
- Hukanuwu, selo, Huna
- Huna, →Tlingit
- Huntlatin, →Tanana
- Hussliakatna, selo, Koyukukhotana
- Hutsnuwu, →Tlingit
- Ikherkhamut, →Ahtena
- Iktigalik, selo, Kaiyuhkhotana
- Iliamna, selo, →Tanaina
- Iliamna →Tanaina
- Ingalik
- Innoka, selo, Kaiyuhkhotana
- Inselnostlinde, selo, Ingalik
- Intenleiden, selo, Ingalik
- Ivan, selo, Kaiyuhkhotana
- Kagogagat, selo, Kaiyuhkhotana
- Kahltcatlan, selo, Stikine
- Kaiakak, selo, Kaiyuhkhotana
- Kaitat, selo, Koyukukhotana
- Kaiyuhkhotana, →Koyukon
- Kake, →Tlingit
- Kake, selo, Kake
- Kakliaklia, selo, Koyukukhotana
- Kaltag, selo, Kaiyuhkhotana
- Kangikhlukhmut, →Ahtena
- Kanuti, selo, Koyukukhotana
- Kasilof, selo, →Tanaina
- Kasnatchin, selo, →Tanaina
- Katchanaak, selo, Stikine
- Katkwaahltu, selo, Chilkat
- Katshikotin →Han
- Kautas, selo, Koyukukhotana
- Kenai, selo, →Tanaina
- Keshkunuwu, selo, Sitka
- Khiltats →Nabesna
- Khogoltlinde, selo, Kaiyuhkhotana
- Khugiligichakat, selo, Ingalik
- Khulikakat, selo, Kaiyuhkhotana
- Khunanilinde, selo, Ingalik
- Kilchik, selo, Tanaina
- Killisnoo, selo, Hutsnuwu
- Klamaskwaltin, selo, Kaiyuhkhotana
- Klawak, selo, Henya
- Klughuggue, selo, Huna
- Klukwan, selo, Chilkat
- Knakatnuk, selo, Tanaina
- Knik, selo, Tanaina
- Kona, selo, Sitka
- Koserefski, selo, Ingalik
- Kotil, selo, Koyukukhotana
- Koyukon
- Koyukuk, selo, Koyukukhotana
- Koyukukhotana, →Koyukon
- Kuingshtetakten, selo, Ingalik
- Kuiu, →Tlingit
- Kuiu, selo, Kuiu
- Kukanuwu, selo, Huna
- Kulchana, →Ahtena
- Kultuk, selo, Tanaina
- Kulushut, →Ahtena
- Kunkhogliak, selo, Kaiyuhkhotana
- Kushtahekdaan, selo, Sitka
- Kustatan, selo, Tanaina
- Kutcha-kutchin
- Kutul, selo, Kaiyuhkhotana
- Kvigimpainag, selo, Ingalik
- Liebigstag, selo, Ahtena
- Lofka, selo, Kaiyuhkhotana
- Lower Inlet, →Tanaina
- McGrath →Ingalik
- Medvednaia, selo, Yukonikhotana
- Melozikakat, selo, Yukonikhotana
- Mentokakat, selo, Koyukukhotana
- Middle Inlet →Tanaina
- Miduuski, selo, Ahtena
- Miduusky, →Ahtena
- Minchumina Lake people, →Tanana
- Nabesna
- Nahltushkan, selo, Hutsnuwu
- Natsit-kutchin
- Nikhkak, selo, Tanaina
- Nikishka, selo, Tanaina
- Ninilchik, selo, Tanaina
- Nitak, selo, Tanaina
- Nnpai, selo, Ingalik
- Noggai, selo, Yukonikhotana
- Nohulchinta, selo, Koyukukhotana
- Nok, selo, Koyukukhotana
- Notaloten, selo, Koyukukhotana
- Nowi, selo, Yukonikhotana
- Nuklukayet, →Tanana
- Nukluktana, →Tanana
- Nulato, selo, Kaiyuhkhotana
- Nutzotin →Nabesna
- Old Sitka, selo, Sitka
- Oonignchtkhokh, selo, Koyukukhotana
- Palshikatno, selo, Ingalik
- Santotin →Nabesna
- Sanya, →Tlingit
- Shageluk Slough, selo, Ingalik
- Shakan, selo, Henya
- Shakes' Village, selo, Stikine
- Shukhtutakhlit, →Ahtena
- Sikanasankian, selo, Taku
- Silver Bay, ljetni logor, Sitka
- Sitka, →Tlingit
- Sitka, selo, Sitka
- Skagway, selo, Chilkat
- Skatalis, selo, Ahtena
- Skilak, selo, Tanaina
- Skittok, selo, Tanaina
- Skolai, selo, Ahtena
- Slana, selo, Ahtena
- Soonkakat, selo, Koyukukhotana
- Stikine, →Tlingit
- Sumdum, →Tlingit
- Sumdum, selo, Sumdum
- Susitna, selo, Tanaina
- Susitns →Tanaina
- Taguta, selo, Kaiyuhkhotana
- Takaiak, selo, Kaiyuhkhotana
- Takokakaan, selo, Taku
- Takon →Han
- Taku, →Tlingit
- Talitui, selo, Kaiyuhkhotana
- Tanaina
- Tanakot, selo, Kaiyuhkhotana
- Tanana
- Tatlazan, →Ahtena
- Tatsa, →Tanana
- Tennuth-kutchin
- Terentief, selo, Kaiyuhkhotana
- Tigshelde, selo, Ingalik
- Titlogat, selo, Ahtena
- Titukilsk, selo, Tanaina
- Tlanak, selo, Sitka
- Tlegoshitno, selo, Ingalik
- Tlialil, selo, Koyukukhotana
- Tlingit
- Tluhaiyikan, selo, Sitka
- Tlushashakian, selo, Huna
- Tnshoshgon, selo, Koyukukhotana
- Tohnokalong, selo, Yukonikhotana
- Tok, selo, Koyukukhotana
- Tolwatin, →Tanana
- Tongass, →Tlingit
- Tongass, selo, Tongass
- Toral, selo, Ahtena
- Tozikakat, →Tanana
- Tranjik-kutchin.
- Tsantikihin, selo, →Auk
- Tuklukyet, selo, Yukonikhotana
- Tutago, selo, Kaiyuhkhotana
- Tutlut, →Tanana
- Tuxican, selo, Henya
- Tyonek, selo, Tanaina
- Tyonek →Tanaina
- Upper Inlet →Tanaina
- Vagitchitchate, selo, Ingalik
- Vikhit, →Ahtena
- Vunta-kutchin.
- Weare, →Tanana
- Wolasatux, selo, Kaiyuhkhotana
- Yakutat, →Tlingit
- Yakutat, selo, Yakutat
- Yendestake, selo, Chilkat
- Yukonikhotana, →Koyukon
- Zakatlatnn, selo, Koyukukhotana
- Zdluiat, selo, Tanaina
- Zogliakten, selo, Koyukukhotana
- Zonagogliakten, selo, Koyukukhotana